# Latir
Latirul (Lathyrus sativus) este o plantă erbacee furajeră din familia leguminoaselor, cu tulpina târâtoare și ramificată, cu frunzele terminate cu un cârcel și cu flori albastre, violete, roz, albe sau galbene. Consumul excesiv al acestei specii de mazăre produce boala numită latirism sau paralizie spastică. Originile ei se afla in estul Mediteranei (Sicilia și insulele Egee).